# Macià Alavedra i Moner
Macià Alavedra i Moner   (Barcelona, 26 de març de 1934 - Barcelona, 29 de setembre de 2018) fou un polític català, fill del poeta Joan Alavedra i Segurañas, qui fou secretari personal de Macià i Companys. Fou diputat al Parlament de Catalunya en diverses legislatures i conseller de Governació, d'Indústria i d'Economia de la Generalitat de Catalunya.

## Biografia
Als quatre anys se'n va anar a l'exili i va passar una part de la infantesa exiliat a França. El 1948 tornà a Barcelona, on es llicencià en dret a la Universitat de Barcelona i més tard treballà com a assessor jurídic en l'empresa privada. És un dels pares de l'Estatut de Sau.

### Vida política
El 1952 milità al Front Nacional de Catalunya. El 1975 fou un dels fundadors, amb Ramon Trias i Fargas, d'Esquerra Democràtica de Catalunya (EDC) i a les eleccions generals espanyoles de 1977 fou elegit diputat a les Corts Espanyoles dins el Pacte Democràtic per Catalunya. L'any 1978, en representació del seu partit, fou un dels membres de la Comissió dels Vint que, al parador de Sau, les Masies de Roda redactà l'avantprojecte de l'Estatut d'Autonomia de Catalunya de 1979.
A les eleccions generals espanyoles de 1979 fou novament elegit diputat per Convergència Democràtica de Catalunya (CDC).
Va abandonar l'escó a Madrid per presentar-se a les eleccions al Parlament de Catalunya de 1980, on fou elegit diputat per la província de Barcelona per Convergència i Unió, i reescollit a les de 1984, 1988, 1992 i 1995. En el període 1986-1988 va tornar a les corts espanyoles.
El 1982 va ser nomenat portaveu de CiU al Parlament de Catalunya i conseller de Governació de la Generalitat de Catalunya. El 1987 fou nomenat conseller d'indústria i energia fins a 1989, quan fou nomenat conseller d'economia i finances. Després de les eleccions generals espanyoles de 1996, quan CiU va donar suport parlamentari al govern del Partido Popular presidit per José María Aznar, va negociar la cessió del 30% de l'IRPF a les comunitats autònomes.
El 1997 va dimitir del càrrec, va abandonar la política i va ser nomenat president del consell d'administració de la societat Autopistes de Catalunya fins al 2003. També va presidir les societats Abertis Logística i Kern Pharma SL.

### Cas Pretòria
El 27 d'octubre del 2009 va ser arrestat per la guàrdia civil per ordre del jutge Baltasar Garzón, acusant-lo de corrupció (cas Pretòria), juntament amb Lluís Prenafeta (també vinculat a CDC) i Bartomeu Muñoz, alcalde de Santa Coloma de Gramenet pel PSC. El dia 30, després d'haver declarat a l'Audiència Nacional de Madrid, per ordre del jutge Baltasar Garzón ingressà a presó de Brians II, d'on surt en 25 de març en pagar la fiança d'un milió d'euros. El març de 2017 va començar el seu judici, on va confessar haver cobrat comissions il·legals del 4% en dues operacions urbanístiques. Va ser condemnat a pagar una multa de 3 milions d'euros arran d'un pacte amb la fiscalia anticorrupció, i pel cas Pretòria, a 1 any, 11 mesos i 27 dies de presó i el decomís d'1,1 milions d'euros.